# Alexandra Collin
Alexandra Collin, né le 13 novembre 1994 à Gergy, est une arbitre fédérale et internationale française de football. Elle a obtenu l'écusson FFE1 en 2019 et a été promue arbitre internationale au 1er janvier 2021.

## Biographie

### Carrière d'arbitre
Alexandra débute le football à l’âge de 6 ans et découvre l’arbitrage par hasard à 13 ans, lorsqu’un dirigeant de son club, en déficit d’arbitres, lui propose de passer l’examen. D’abord joueuse en équipe mixte, elle se tourne vers l’arbitrage pour rester dans son club de Gergy-Verjux, refusant de rejoindre un club exclusivement féminin après l’âge limite de 13 ans.
Elle gravit rapidement les échelons, passant des compétitions régionales au niveau fédéral, puis au plus haut niveau féminin (D1 Arkema) en obtenant l’écusson FFE1 en février 2019. Elle arbitre également des rencontres masculines en Nationale 3 dans la région Bourgogne-Franche-Comté. En 2021, elle est promue arbitre internationale, rejoignant le cercle restreint des cinq femmes françaises accédant à ce niveau,.
Elle arbitre la Finale de la Coupe de France féminine en mai 2023 opposant l'Olympique Lyonnais au Paris Saint Germain, et est nommé au titre de meilleure arbitre de D1 féminine la même saison,.

### Promotion internationale
Sa nomination au rang d’arbitre international le 1er janvier 2021 représente pour elle une consécration. Alexandra décrit ce moment comme une grande joie, soulignant qu’atteindre ce niveau est un accomplissement qu’elle ne pouvait imaginer en début de carrière. Le 25octobre 2024 elle est désignée par l'UEFA pour diriger la rencontre qualificative entre le Luxembourg et la Suède pour le compte des qualifications à l’EURO 2025.

### Modèles et inspirations
Alexandra Collin cite Stéphanie Frappart comme modèle, une pionnière de l’arbitrage féminin en France. Elle admire également Clément Turpin, arbitre renommé et originaire de sa ligue, pour son engagement auprès des jeunes arbitres.

## Statistiques*
*Chiffres non contractuels. Données difficiles à récupérer.
| Catégorie                   | Nombres de matchs |
| Arkema Premiere Ligue       | 15                |
| National                    | 3                 |
| National 2                  | 14                |
| National 3                  | 7                 |
| D3 Feminine                 | 1                 |
| U18 R1 Laser Game Evolution | 1                 |
| Coupe de France (Masculin)  | 2                 |
| Coupe de France (Féminin)   | 1                 |
| --------------------------- | ----------------- |